# Сиракава (княжество)

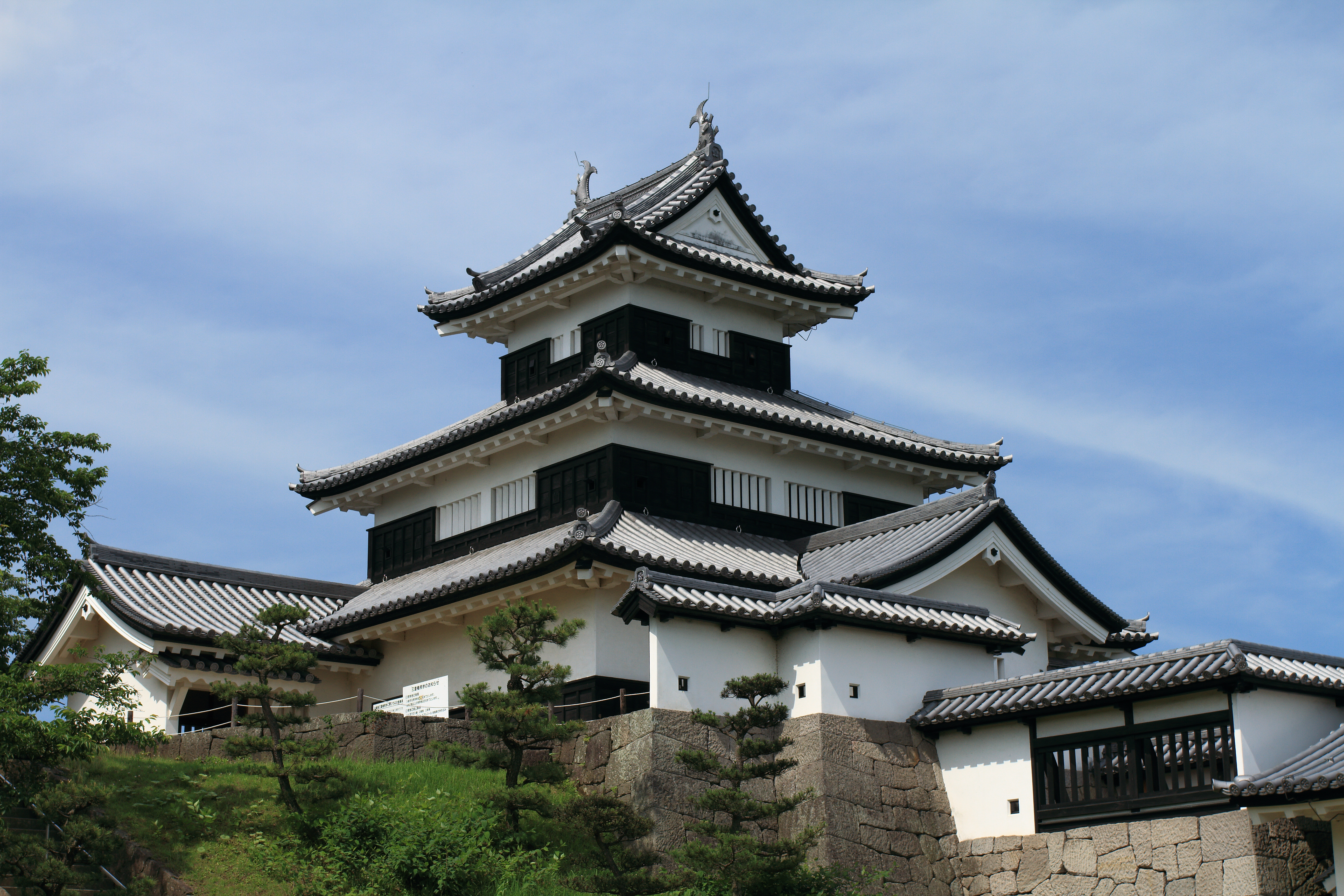
Замок Коминэ в городе Сиракава

Княжество Сиракава (яп. 白河藩 Сиракава-хан) — феодальное княжество (хан) в Японии периода Эдо (1627—1869). Сиракава-хан располагался в провинции Муцу (современная префектура Фукусима) на острове Хонсю.

## Краткая история
Административный центр княжества: замок Коминэ в городе Сиракава (провинция Муцу).
Доход хана:
1627—1643 годы — 100 000 коку риса
1643—1649 годы — 140 000 коку
1649—1741 годы — 120 000 коку риса
1741—1823 годы — 110 000 коку
1823—1869 годы — 100 000 коку риса
В 1627—1643 годах Сиракава-хан управлялся родом Нива. В 1649—1649 годах княжеством правили представители рода Хонда, в 1643—1649, 1681—1823 года — род Мацудайра, в 1823—1868 годах — род Абэ.
Самый известный правитель Сиракава-хана — Мацудайра Саданобу, советник сёгуна Токугава Иэнари и фактический правитель страны в 1787-1793 годах.

## Правители княжества
- Нива, 1627—1643 (тодзама-даймё)

| № | Имя           | Имя      | Годы правления | Годы жизни  | Примечания                        |
| - | ------------- | -------- | -------------- | ----------- | --------------------------------- |
| 1 | Нива Нагасигэ | 丹羽长重 | 1627 — 1637    | 1571 — 1637 | Старший сын самурая Нивы Нагахидэ |
| 2 | Нива Мицусигэ | 丹羽光重 | 1637 — 1643    | 1622 — 1701 | Сын и наследник Нивы Нагасигэ     |

- Мацудайра (ветвь Сакакибара), 1643—1649 (фудай-даймё)

| № | Имя                | Имя      | Годы правления | Годы жизни  | Примечания                                                         |
| - | ------------------ | -------- | -------------- | ----------- | ------------------------------------------------------------------ |
| 1 | Мацудайра Тадацугу | 榊原忠次 | 1643 — 1649    | 1605 — 1665 | Единственный сын Осугу Тадамасы, даймё Кукури-хана и Йокосука-хана |

- Хонда, 1649—1681 (фудай-даймё)

| № | Имя            | Имя      | Годы правления | Годы жизни  | Примечания                |
| - | -------------- | -------- | -------------- | ----------- | ------------------------- |
| 1 | Хонда Тадаёси  | 本多忠義 | 1649 — 1662    | 1602 — 1676 | Третий сын Хонды Тадамасы |
| 2 | Хонда Тадахиро | 本多忠平 | 1662 — 1681    | 1632 — 1695 | Старший сын Хонды Тадаёси |

- Мацудайра (ветвь Окудайра), 1681—1692 (симпан-даймё)

| № | Имя                | Имя      | Годы правления | Годы жизни  | Примечания                    |
| - | ------------------ | -------- | -------------- | ----------- | ----------------------------- |
| 1 | Мацудайра Тадахиро | 榊原忠次 | 1681 — 1692    | 1631 — 1700 | Старший сын Мацудайра Тадааки |

- Мацудайра (ветвь Этидзэн), 1692—1741 (симпан-даймё)

| № | Имя                | Имя      | Годы правления | Годы жизни  | Примечания                                                    |
| - | ------------------ | -------- | -------------- | ----------- | ------------------------------------------------------------- |
| 1 | Мацудайра Хисанори | 松平直矩 | 1692 — 1695    | 1642 — 1695 | Старший сын Мацудайры Наомото                                 |
| 2 | Мацудайра Мототика | 松平基知 | 1695 — 1729    | 1679 — 1729 | Второй сын Мацудайры Хисанори                                 |
| 3 | Мацудайра Ёситика  | 松平明矩 | 1729 — 1741    | 1713 — 1749 | Старший сын Мацудайры Тикакиё, усыновлен Мацудайрой Мототикой |

- Мацудайра (ветвь Хисамацу), 1741—1823 (симпан-даймё)

| № | Имя                | Имя      | Годы правления | Годы жизни  | Примечания                                                                                          |
| - | ------------------ | -------- | -------------- | ----------- | --------------------------------------------------------------------------------------------------- |
| 1 | Мацудайра Садаёси  | 松平定賢 | 1741 — 1770    | 1709 — 1770 | Старший сын Мацудайры Саданори, даймё Такада-хана                                                   |
| 2 | Мацудайра Садакуни | 松平定邦 | 1770 — 1783    | 1728 — 1790 | Сын и наследник Мацудайры Садаёси                                                                   |
| 3 | Мацудайра Саданобу | 松平明矩 | 1783 — 1812    | 1759 — 1829 | Седьмой сын Токугавы Мунэтакэ (1715—1771), главы рода Таясу Токугава, усыновлен Мацудайрой Садакуни |
| 4 | Мацудайра Саданага | 松平定永 | 1812 — 1823    | 1791 — 1834 | Старший сын Мацудайры Саданобу                                                                      |

- Абэ, 1823—1866, 1868 (фудай-даймё)

| № | Имя          | Имя      | Годы правления | Годы жизни  | Примечания                                       |
| - | ------------ | -------- | -------------- | ----------- | ------------------------------------------------ |
| 1 | Абэ Масанори | 阿部正権 | 1823 — 1823    | 1806 — 1823 | Старший сын Абэ Масаёси, даймё Оси-хана          |
| 2 | Абэ Масаацу  | 阿部正篤 | 1823 — 1831    | 1801 — 1843 | Приемный сын и наследник Абэ Масанори            |
| 3 | Абэ Масааки  | 阿部正瞭 | 1831 — 1838    | 1813 — 1838 | Сын Мацудайры Нобуаки, усыновлен Абэ Масаацу     |
| 4 | Абэ Масаката | 阿部正備 | 1838 — 1848    | 1823 — 1874 | Приемный сын Мацудайры Масааки                   |
| 5 | Абэ Масасада | 阿部正定 | 1848 — 1848    | 1823 — 1848 | Приемный сын Абэ Масакаты                        |
| 6 | Абэ Масахиса | 阿部正耆 | 1848 — 1864    | 1827 — 1864 | Второй сын Абэ Масатады, усыновлен Абэ Масасадой |
| 7 | Абэ Масато   | 阿部正外 | 1864 — 1866    | 1828 — 1887 | Приемный сын Абэ Масахисы                        |
| 8 | Абэ Масакиё  | 阿部正静 | 1866, 1868     | 1850 — 1878 | Сын и наследник Абэ Масато                       |

В 1869 году Сиракава-хан был ликвидирован и преобразован в префектуру Сиракава (1869—1871), которая в 1871 году была переименована в префектуру Фукусима.